# Sapar Dschumakadirowitsch Issakow

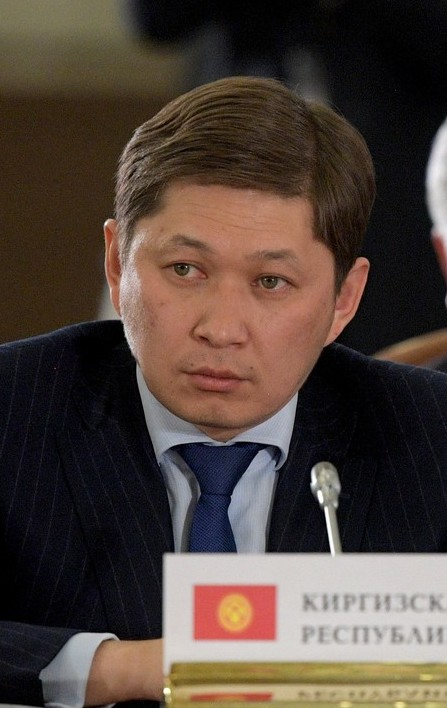
Sapar Dschumakadirowitsch Isakow, 2017

Sapar Dschumakadirowitsch Issakow (russisch Сапар Джумакадырович Исаков, kirgisisch Сапар Жумакадырович (Жумакадыр уулу) Исаков; * 29. Juli 1977 in Frunse) ist ein kirgisischer Staatsmann, ehemaliger Ministerpräsident von Kirgisistan (2017–2018), Leiter des Präsidentenapparats (2017) und Mitglied des politischen Rates der Sozialdemokratischen Partei Kirgisistans.

## Biographie
Sapar Issakow schloss im Jahre 1999 ein Studium des internationalen Rechts an der Internationalen Universität Kirgisistan in Bischkek ab. Gleich im Anschluss begann er an derselben Hochschule eine Lehrtätigkeit. Zwischen 2003 und 2007 arbeitete er sich vom Attaché bis zum Abteilungsleiter für internationale Zusammenarbeit der internationalen Rechtsabteilung des kirgisischen Außenministeriums empor. 2007 übernahm Isakow die Abteilungsleitung für internationale Zusammenarbeit und Außenbeziehungen der kirgisischen Regierung. Von 2009 bis 2010 war er Kommunikationsdienstleiter der Republik Kirgisistan für Entwicklung, Investitionen und Innovationen.
Nach dem Regierungswechsel in Kirgisistan 2010 wurde Issakow im Mai zum Abteilungsleiter für internationale Beziehungen der Provisorischen Regierung.
Im Dezember 2011 wechselte Issakow zur Präsidialverwaltung, wo er per Erlass des Präsidenten Almasbek Atambajew zum stellvertretenden Stabschef aufstieg.
Am 1. März 2017 wurde er zum Stabschef der kirgisischen Präsidialverwaltung ernannt.
Der Höhepunkt von Issakows politischer Karriere war die Wahl zum Premierminister durch das kirgisische Parlament im August 2017. Doch aufgrund eines parlamentarischen Misstrauensvotums entließ Präsident Sooronbai Dscheenbekow die Regierung von Isakow im April 2018.
Wegen Korruptionsverdachts wurde Issakow im Juni 2018 festgenommen. Gegen ihn ist ein entsprechendes Strafverfahren eingeleitet worden.

## Privates
Isakow ist verheiratet und hat vier Töchter.